# Zhalinghu (sockenhuvudort i Kina, Qinghai Sheng, lat 35,09, long 97,91)
Zhalinghu (kinesiska: 扎陵湖, 扎陵湖乡, 哈美茶卡) är en sockenhuvudort i Kina. Den ligger i provinsen Qinghai, i den nordvästra delen av landet, omkring 390 kilometer sydväst om provinshuvudstaden Xining. Antalet invånare är 1 245. Befolkningen består av 615 kvinnor och 630 män. Barn under 15 år utgör 31 %, vuxna 15-64 år 65 %, och äldre över 65 år 2,0 %.
Trakten runt Zhalinghu är nära nog obefolkad, med mindre än två invånare per kvadratkilometer. Trakten runt Zhalinghu består i huvudsak av gräsmarker.